# Brachypeza radiata
Brachypeza radiata är en tvåvingeart som beskrevs av Jenkinson 1908. Brachypeza radiata ingår i släktet Brachypeza och familjen svampmyggor. Arten är reproducerande i Sverige. Inga underarter finns listade i Catalogue of Life.